# リング・ワンダリング
『リング・ワンダリング』は、2022年2月19日に公開された日本映画。監督は金子雅和、主演は笠松将、ヒロインは阿部純子。

## 概要
ニホンオオカミを題材にした漫画の執筆を構想中の青年漫画家が、怪我をさせてしまった女性と彼女の家族との出会いをきっかけに、東京の下町に眠る過去の記憶を辿る姿を描く。
監督の金子は本作を「漫画を描くことに没頭する主人公が現実と幻想の狭間を彷徨う「命の旅」である」とコメントしている。

## キャスト
- 間草介：笠松将
- 川内ミドリ / 梢：阿部純子
- 川内青一：安田顕（特別出演）[3][4]
- 川内藍子：片岡礼子[3][4]
- 川内黄太（老年）：品川徹
- 川内黄太（少年）：伊藤駿太
- 川内桃子：横山美智代
- 川内土志朗：古屋隆太
- 内東大志：増田修一朗
- 千場常男：細井学
- 鷹田勇斗：友秋
- 田中忠一：石本政晶
- 守山やす江：桜まゆみ
- 鈴村良人：川綱治加来
- 秋川浩美：納葉
- 工事現場の人々：大宮将司、平沼誠士、伊藤ひろし
- 八兵衛：ボブ鈴木
- 作治：比佐仁
- 呉郎：山下徳久
- 塩屋：田中要次
- 銀三：長谷川初範[3][4]

## スタッフ
- 監督・編集・企画・プロデュース：金子雅和
- 脚本：金子雅和、吉村元希
- 劇中漫画：森泉岳土
- 音楽：富山優子
- 撮影：古屋幸一、金子雅和（漫画パート撮影）
- 美術：部谷京子
- 照明：吉川慎太郎
- 録音：岩間翼
- スタイリスト：チバヤスヒロ
- ヘアメイク：知野香那子
- 音響：黄永昌
- VFXスーパーヴァイザー：高橋昂也
- イメージボード・小道具：金子美由紀
- キャスティング：大松高
- ラインプロデューサー：武石宏登
- 助監督：土屋圭
- 制作担当：名倉愛
- スチール：坂本貴光
- 製作協力：中山豊（monkey syndicate）、中田直美（monkey syndicate）、片山武志
- エグゼクティブプロデューサー：松本光司（プロジェクト ドーン）
- プロデューサー：塩月隆史（ラフター） 鴻池和彦（cinepos）
- アソシエイトプロデューサー：松井晶子（ウィスリーフィルム）
- ラインプロデューサー：武石宏登
- 配給宣伝：ムービー・アクト・プロジェクト
- 制作プロダクション：kinone
- 製作：映画『リング・ワンダリング』製作委員会

## 映画祭
- 第37回ワルシャワ国際映画祭 国際コンペティション部門（ポーランド・ワルシャワ）[5]エキュメニカル賞・スペシャルメンション[6]
- 第22回東京フィルメックス メイド・イン・ジャパン部門（日本・東京）[7]
- 第52回インド国際映画祭 国際コンペティション部門（インド・ゴア）金孔雀賞（GOLDEN PEACOCK AWARD＝最高賞）[8]
- 第13回en:Bengaluru International Film Festival 批評家週間部門（インド・ベンガルール）[9]
- 第22回ニッポン・コネクション NIPPON VISIONS部門（ドイツ・フランクフルト）[10]
- 第26回プチョン国際ファンタスティック映画祭 Merry-Go-Round部門（韓国・富川）[11]
- 第43回en:Durban International Film Festival コンペティション部門（南アフリカ・ダーバン）[12] 最優秀脚本賞[13]
- 第26回ファンタジア国際映画祭 Selection2022部門（カナダ・モントリオール）[14]
- 第6回JAPANNUAL（オーストリア・ウィーン）
- 第22回インディペンデントデイズ国際映画祭（ドイツ・カールスルーエ）最優秀長編映画賞（INDIE AWARD）[15]
- 第5回Oltre lo specchio Film Festival（イタリア・ミラノ）コンペティション部門
- 第32回en:St. Louis International Film Festival（アメリカ・セントルイス）アジアンフォーカス部門
- 第9回Festival CINEMISTICA（スペイン・グラナダ）コンペティション部門